# Himantopus
Himantopus és un gènere d'ocells limícoles i camallargs de la família dels recurviròstrids (Recurvirostridae). Als Països Catalans habita una de les espècies, el camallarga, nom que es fa extensiu a la resta d'espècies d'aquest gènere i del proper Cladorhynchus.
El bec, de color negre, és llarg, recte i fi, i les potes, de color rosa viu, són extraordinàriament llargues i en vol pengen darrere del cos. Les diferents espècies habiten en aiguamolls i llacs salins de tots els continents. Algunes poblacions fan grans migracions.
Els colors del plomatge de les diferents espècies són el blanc i el negre, en diferents proporcions. Presenten una membrana interdigital poc desenvolupada entre els dits anteriors.
S'alimenten d'invertebrats i petits vertebrats que agafen amb el bec, de prop de la superfície de l'aigua.
Crien en colònies de 20 – 40 parelles, on coven ambdós pares. Són molt territorials i defenen el territori de manera molt sorollosa.

## Taxonomia
S'han classificat en dues espècies, mentre altres classificacions han descrit 5 espècies:
- camallarga comú (Himantopus himantopus).
- camallarga negre (Himantopus novaezelandiae).